# Eugeniusz Wyrwicki
Eugeniusz Sylwester Wyrwicki (ur. 30 grudnia 1901 w Pabianicach, zm. 7 czerwca 1940 w Rouen) – major dyplomowany pilot Wojska Polskiego.

## Życiorys
Urodził się w Pabianicach, w rodzinie Jakuba (ur. 1882), stelmacha-kołodzieja, i Weroniki (ur. 1887), krawcowej-szwaczki. Był bratem Dobrosława (1900–1986), doktora wszech nauk lekarskich, i Wandy, nauczycielki. Oboje rodzice, po wybuchu powstania warszawskiego, zostali przesiedleni do Dulagu 121 w Pruszkowie, skąd 12 sierpnia 1944 przybyli do obozu koncentracyjnego Auschwitz, lecz przeżyli.
W listopadzie 1918 roku, wraz ze swoim bratem, brał udział w rozbrajaniu żołnierzy pruskich. Brał udział w wojnie polsko-radzieckiej, za co otrzymał możliwość bezpłatnych studiów, ale nie skorzystał z niej i w 1920 roku zgłosił się ochotniczo do Wojska Polskiego. W 1923 roku ukończył Oficerską Szkołę Piechoty. 2 lipca 1923 roku Prezydent RP mianował go podporucznikiem ze starszeństwem z dniem 1 lipca 1923 roku i 46. lokatą w korpusie oficerów piechoty, a minister spraw wojskowych wcielił do 32 pułku piechoty w Modlinie.
Rok później zgłosił się na ochotnika do służby w lotnictwie. Został skierowany do Niższej Szkoły Pilotów w Bydgoszczy, a potem także do Wyższej Szkoły Pilotów w Grudziądzu. W grudniu 1925 roku przeniesiony z korpusu oficerów piechoty do korpusu oficerów aeronautycznych z równoczesnym wcieleniem do 6 pułku lotniczego we Lwowie. Od 1928 roku służył w 3 pułku lotniczym w Poznaniu.
W listopadzie 1929 roku uczestniczył w zdjęciach walk powietrznych do filmu „Gwiaździsta eskadra”. 12 listopada tego roku, w czasie jednej z walk stoczonej na wysokości około 800 metrów nad ziemią, uderzył podwoziem swojej maszyny Blériot-SPAD S.61C1 o prawe górne skrzydło samolotu Potez XV pilotowanego przez por. pil. Jana Bilskiego. W wyniku kolizji skrzydło oderwało się od kadłuba, a samolot porucznika Bilskiego wpadł w korkociąg i runął na ziemię. Pilot oraz obserwator, ppor. Feliks Szczęsny Lipiński, ponieśli śmierć. Obaj lotnicy nie posiadali spadochronów. Porucznik Wyrwicki lądował przymusowo w Krzyżownikach. W trakcie lądowania samolot został rozbity. Pilot wyszedł z kraksy bez szwanku.
W latach 1931–1933 był słuchaczem XII Kursu Normalnego Wyższej Szkoły Wojennej w Warszawie. Z dniem 1 października 1933 roku, po ukończeniu kursu i uzyskaniu tytułu naukowego oficera dyplomowanego, został przydzielony do Departamentu Aeronautyki Ministerstwa Spraw Wojskowych. Przeniesiony na własną prośbę do 1 pułku lotniczego w Warszawie. 22 listopada 1934 roku objął dowództwo 113 eskadry myśliwskiej. Jako „młody i zdolny oficer, utalentowany pilot myśliwski, w szybkim tempie doprowadził jednostkę do wyników stawiających ją na poziomie najlepiej wyszkolonych eskadr myśliwskich 1 pułku lotniczego”. W 1935 roku ukończył kurs dowódców eskadr, a z dniem 1 listopada 1936 roku zdał dowództwo eskadry. Był wykładowcą w Wyższej Szkole Lotniczej w Warszawie (od 1937 roku). Od czerwca 1939 roku szef sztabu Brygady Pościgowej. Był jednym z twórców systemu wczesnego ostrzegania – pierwszego jakiego użyto na świecie – dla Brygady Pościgowej umożliwiającemu naprowadzanie na niemieckie samoloty dokonujące ataków na Warszawę.
Od 1 do 7 września w sztabie Brygady Pościgowej. 7 września wraz z Brygadą Pościgową przebazowany pod Lublin. 10 września otrzymuje zadanie zwiadu lotniczego w okolicach Warszawy. Wyrwicki na P.11 wylądował na lotnisku na Mokotowie i zameldował się w Naczelnym Dowództwie, gdzie otrzymał rozkaz dostarczenia map sztabowych dla będących w okrążeniu Armii „Poznań” i „Pomorze”. 18 września Brygada Pościgowa otrzymała rozkaz ewakuowania do Rumunii. 17 września major Wyrwicki pilotując RWD-13 przewiózł z lotniska Petlikowice k. Buczacza do Warszawy rozkazy Naczelnego Wodza dla dowództwa obrony miasta. Przy lądowaniu na Lotnisku Mokotowskim samolot został rozbity. Wyrwicki otrzymał myśliwiec P.11a, którym wykonał loty łącznikowe do Modlina, gdzie zrzucał też środki opatrunkowe. Udało mu się również dokonać nalotów na niemieckie pozycje na obrzeżach Warszawy. W obliczu kapitulacji Warszawy, Wyrwicki postanowił przedostać się za granicę. 22 września 1939 roku, po zdemontowaniu fotela w jednoosobowym P.11a, bez spadochronów, zabrał ze sobą do kabiny ppłk. Mateusza Iżyckiego i udało im się opuścić Warszawę, a następnie dotrzeć na Węgry.
Po przedostaniu się do Francji był instruktorem. Potem został mianowany dowódcą 4 dywizjonu myśliwskiego. Braki odpowiedniej ilości sprzętu sprawiły, że dywizjon nie został uformowany, a od 3 czerwca 1940 roku Wyrwicki został dowódcą polskiego podwójnego klucza frontowego nr 7 „Wy” – wchodzącego w skład francuskiego II/10 dywizjonu myśliwskiego (Groupe de Chasse II/10) latającego na samolotach Bloch MB.152 i stacjonującego w Bernay leżącym w okolicach Amiens.
7 czerwca 1940 roku, o 4:00, 11 samolotów Groupe de Chasse II/10 wystartowało z Bernay na tzw. wymiatanie, czyli rodzaj patrolu którego celem jest atakowanie napotkanych przypadkiem samolotów nieprzyjaciela. Około godziny 6:30 w okolicach Amiens natknięto się na sześć Bf 109 i dużą liczbę Bf 110, które lecąc od strony słońca, nie zostały dostrzeżone przez pilotów Groupe de Chasse zanim nie zaatakowały, a do których przyłączyły się wspomniane Bf-109. Wskutek ataku Niemców, francusko-polski dywizjon został rozproszony, a po zestrzeleniu jednego z francuskich pilotów, pozostali Francuzi wycofali się. Czterej Polacy – mjr Wyrwicki, ppor. Dudwał, ppor. Poniatowski i ppor. Radomski, zostali sami.
Podporucznik Radomski zauważył zestrzelenie jednego z polskich samolotów. Utraciwszy kontakt z pozostałymi dwoma, wycofał się i bezpiecznie wylądował. Był jedynym Polakiem, który wrócił z tej walki. Podporucznik Dudwał zginął, gdy siła wybuchu jego samolotu wyrzuciła go z kabiny. Pilot spadł na ziemię nie otwierając spadochronu. Dwaj pozostali piloci – major Wyrwicki i ppor. Poniatowski zostali ranni, lądowali przymusowo i zmarli w wyniku odniesionych ran. Major Wyrwicki zmarł w szpitalu w Rouen. Został pochowany na cmentarzu wojennym w d’Auberive nad Marną (grób nr 284).
Eugeniusz Wyrwicki był żonaty z Felicją, z którą miał dwoje dzieci: Zofię i Bogumiła. Bogumił Wyrwicki, który brał udział w powstaniu warszawskim, zginął w obozie koncentracyjnym Auschwitz-Birkenau.

## Ordery i odznaczenia
- Krzyż Srebrny Orderu Wojennego Virtuti Militari nr 12095 (pośmiertnie, rozkaz Naczelnego Wodza Polskich Sił Zbrojnych nr 5/41)
- Złoty Krzyż Zasługi
- Srebrny Krzyż Zasługi (19 marca 1937)[15]
- Polowa Odznaka Pilota
- Krzyż Wojenny (Francja)